# Vodstvo (ekonomija)
Vodstvo je utjecaj i proces utjecaja na ljude na način da oni spremno i poletno teže ka ostvarenju skupnih ciljeva. Vođenjem se nastoji postići da zaposlenici rade pouzdano i gorljivo.
Najvažniji čimbenik vodstva jest sam vođa koji se postavlja na čelo kako bi potaknuo druge da ostvare postavljene ciljeve.

## Osnovno načelo vodstva
S obzirom na to da ljudi nastoje slijediti one koji im, prema njihovom mišljenju, nude sredstva za zadovoljenje njihovih vlastitih ciljeva, to znači da što više menadžeri razumiju ono što motivira podređene i kako ta motivacija djeluje, te što više u provođenju svojih akcija koriste to razumijevanje, to će, vjerojatno, biti uspješniji kao vođe.

## Vještine vodstva
- sposobnost uspješnog i odgovornog korištenja moći (bez zloupotrebe)
- sposobnost razumijevanja ljudska bića imaju različite motive
- sposobnost inspiriranja
- sposobnost poticanja motivacije.

## Stilovi vodstva
Svaki menadžer mora imati svoj stil vodstva i sam odlučuje na koji će način voditi organizaciju. Izbor stila vodstva ovisi o:
- karakteristikama vođe
- silama koje dolaze od podređenih
- silama koje definiraju situaciju.

## Situacijski (kontingencijski) pristup vodstvu
Uspješnost vodstva se temelji na faktorima šire radne zajednice i stoga je teško reći koji stil vodstva je najbolji. Stil vodstva ovisi od konkretne situacije. 
Dva su se znanstvenika najviše bavila ovim pristupom, Fred Fiedler(en) i Robert House(en).

### Fiedlerov situacijski pristup
Fiedler smatra da ljudi postaju vođe ne samo zbog osobnih karakteristika već i zbog različitih situacijskih čimbenika te interakcije između vođe i članova skupine. On predlaže dva stila vodstva :
- stil koji je orijentiran na zadatak
- stil koji je orijentiran na dobre međuljudske odnose.

Fiedler je identificirao tri kritične dimenzije koje mogu pomoći pri odabiru najuspješnijeg stila vodstva. To su:
1. pozicija moći
  - stupanj do kojega moć pozicije omogućuje vođi pridobivanje članova skupine na slaganje s njegovim smjerom → organizacijski autoritet.
2. struktura zadatka
  - stupanj do kojeg zadatak može biti jasno definiran.
  - stupanj do kojeg se ljudi mogu smatrati odgovornima za taj zadatak.
3. odnosi vođe i članova skupine
  - najvažnija dimenzija jer se odnosi na stupanj do kojega članovi skupine simpatiziraju, vjeruju mu i spremni su ga slijediti.

### Teorija puta do cilja
House smatra da je osnovna funkcija vođe pojasniti i postaviti ciljeve te pomoći podređenima da pronađu najbolji put za dosezanje ciljeva i uklanjanje prepreka na tom putu. Bit ove teorije je da vođa utječe na put između ponašanja i ciljeva. To može postići :
- definiranje pozicija i uloga
- uklanjanjem prepreka postignuću
- pridobivanjem pomoći članova skupine u postavljanju ciljeva
- poticanjem skupne kohezije
- smanjivanjem stresa i vanjske kontrole.

Ova teorija također nije dala odgovor koji stil vodstva je najbolji. Definira četiri stila vodstva :
1. podržavajuće vodstvo
  - razmatra potrebe zaposlenih i stvara ugodnu organizacijsku klimu.
2. participativno vodstvo
  - podređeni mogu utjecati na odluke nadređenih (rezultira povećanom motivacijom).
3. instrumentalno vodstvo
  - daje podređenima smjernice i što se od njih očekuje.
4. vodstvo orijentirano na postignuće
  - postavljanje izazovnih ciljeva, traženje poboljšanih rezultata i povjerenje da će podređeni ostvariti visoke ciljeve.